# John Charles Walker
John Charles Walker (6 de julho de 1893 – 25 de novembro de 1994) foi um agrônomo estadunidense. Conhecido por pesquisas sobre resistência a doenças de plantas.